# UCI Oceania Tour 2019
UCI Oceania Tour 2019 – 15. edycja cyklu wyścigów UCI Oceania Tour, która odbyła się w styczniu i lutym 2019.
Seria UCI Oceania Tour, podobnie jak pozostałe cykle kontynentalne (UCI Africa Tour, UCI America Tour, UCI Asia Tour, UCI Europe Tour), powstała w 2005 jako zaplecze dla utworzonego w tym samym czasie UCI ProTour (później przekształconego w UCI World Tour). Sezon 2019 był ostatnim, gdy stanowiła ona drugi poziom w systemie UCI, gdyż w 2020 odbyła się pierwsza edycja cyklu UCI ProSeries utworzonego jako drugi poziom wyścigów z kalendarza UCI, w związku z czym UCI Oceania Tour, podobnie jak pozostałe cykle kontynentalne, od sezonu 2020 stała się trzecim poziomem zmagań w kalendarzu UCI.
Cykl UCI Oceania Tour w sezonie 2019 objął trzy wyścigi (jeden jednodniowy i dwa wieloetapowe), rozgrywane między 19 stycznia 2019 a 3 lutego 2019.

## Kalendarz
Opracowano na podstawie:
| UCI Oceania Tour 2019       | UCI Oceania Tour 2019 | UCI Oceania Tour 2019     | UCI Oceania Tour 2019 | UCI Oceania Tour 2019        | UCI Oceania Tour 2019                      | UCI Oceania Tour 2019              | UCI Oceania Tour 2019 |
| Data                        | Państwo               | Wyścig                    | Kat.                  | Zwycięzca                    | Drugie miejsce                             | Trzecie miejsce                    |                       |
| --------------------------- | --------------------- | ------------------------- | --------------------- | ---------------------------- | ------------------------------------------ | ---------------------------------- | --------------------- |
| 19 sty                      | Nowa Zelandia         | Gravel and Tar Classic    | 1.2                   | Luke Mudgway (EvoPro Racing) | Ryan Christensen (Nowa Zelandia)           | Cyrus Monk (EvoPro Racing)         |                       |
| 23 – 27 stycznia 2019       | Nowa Zelandia         | New Zealand Cycle Classic | 2.2                   | Aaron Gate (EvoPro Racing)   | Jesse Featonby (Oliver's Real Food Racing) | Jay Vine (Nero Bianchi)            |                       |
| 30 stycznia – 3 lutego 2019 | Australia             | Herald Sun Tour           | 2.1                   | Dylan van Baarle (Team Sky)  | Nick Schultz (Mitchelton-Scott)            | Michael Woods (EF Education First) |                       |